# МАЗ-4380
МАЗ-4380 — вантажний автомобіль середнього класу, що дебютував у листопаді 2010 року. Автомобіль оснащений короткою рамою і розроблений як основа для встановлення різного обладнання для комунальних служб.

## Опис

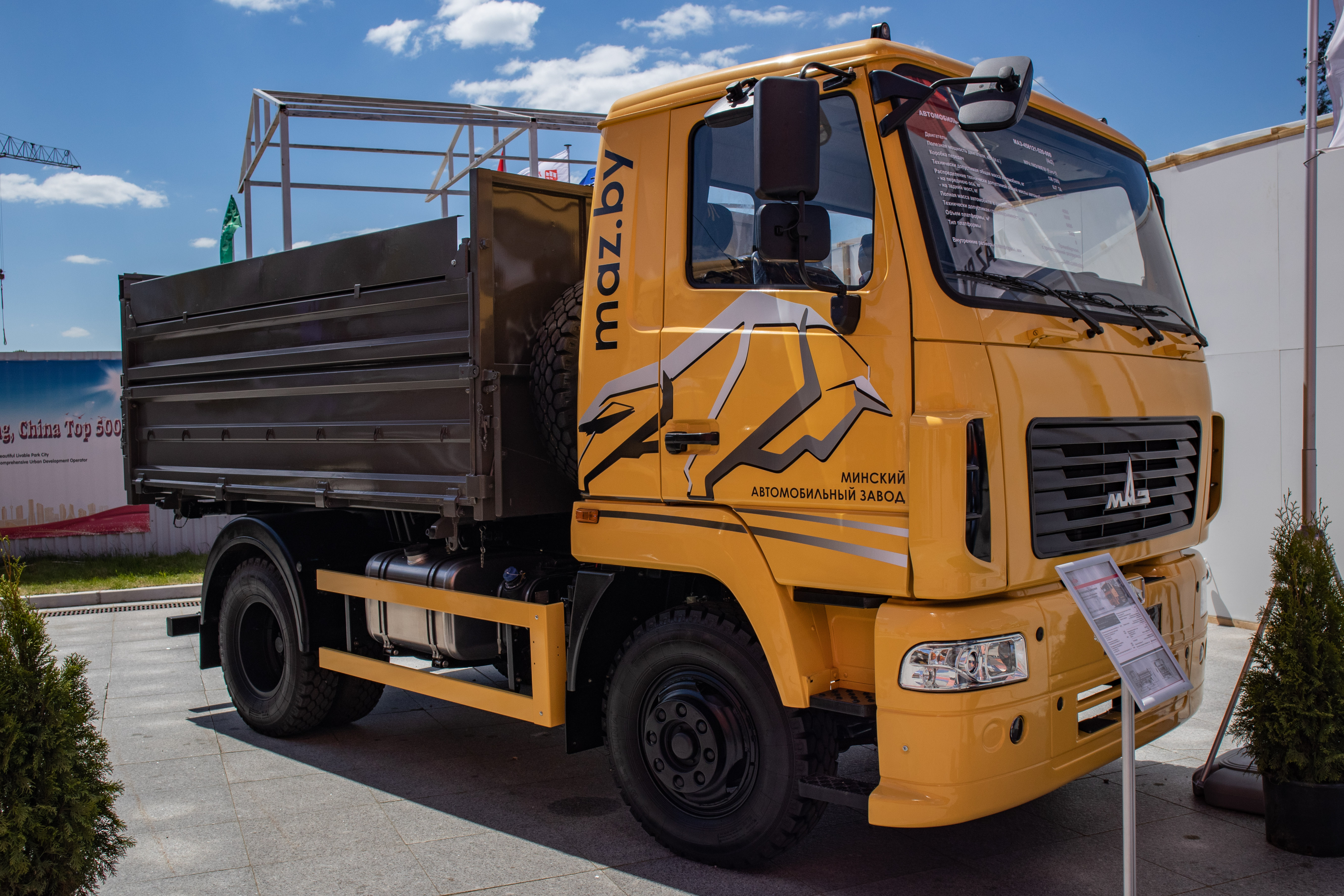
МАЗ-4581

Нова модель значно перевершує ЗІЛ-4508 за технічними показниками, маневреності, вартості придбання і обслуговування. МАЗ-4380 - автомобільне шасі під установку комунального устаткування з двигуном ММЗ-Д245.30E3 стандарту Євро-3, потужністю 155 кінських сил, повною масою 12,5 тонн, і вантажопідйомністю до 8 тонн. Оригінальність середньотонажного автомобіля 4380 полягає в тому, що фахівці МАЗ оптимізували вже відоме споживачеві шасі МАЗ-4370, оснастивши його великими колесами розміром 9,00R20. Завдяки цьому машина стала легко переносити роботу на поганих дорогах.
Автомобіль з новою кабіною отримав індекс МАЗ-4381, а самоскид МАЗ-4581.